# عملية التقاط بروتون

اصطناع نووي لنواة بروتون غني عن طريق التقاط البروتون السريع.

في الفيزياء الفلكية عملية التقاط البروتون السريع تتضمّن بروتون متعاقب يلتقط على بذور النواة لإنتاج عناصر أثقل.
عملية التقاط البروتون السريع هي عملية تخليق نووي بالإضافة إلى عملية التقاط البروتون البطيء وعملية التخليق النووي التي تحدث عند انهيار نجم خلال مرحلة من عمره تُعرف باسم مستعر أعظم، قد تكون المسؤولة عن توليد العديد من العناصر الثقيلة الموجودة في الكون.ومع ذلك، فإن عملية التقاط البروتون السريع تختلف بشكل ملحوظ عن العمليات الأخرى المذكورة لأنها تحدث على الجانب البروتون الغني المستقر بدلا من الجانب النيوتروني الغني المستقر.
عملية التقاط البروتون السريع لم يتم التثبت منها بعد، ولكن الأبحاث الأخيرة أشارت إلى أنه في حالة النجوم النيوترونية لا يمكن أن ترتقي أبعد من التيلوريوم. عملية التقاط البروتون السريع يتم تثبيطها من قبل اضمحلال ألفا، الذي يضع حد أعلى على نقطة نهاية عند عنصر 105Te نُوَيدَة ألفا المرصودة الأخف وزنا، على الرغم من أن النظائر الأخف من التيلوريوم يمكن أن تكون بروتون مقيد وتحلل ألفا.